# Hiroshi Oshima

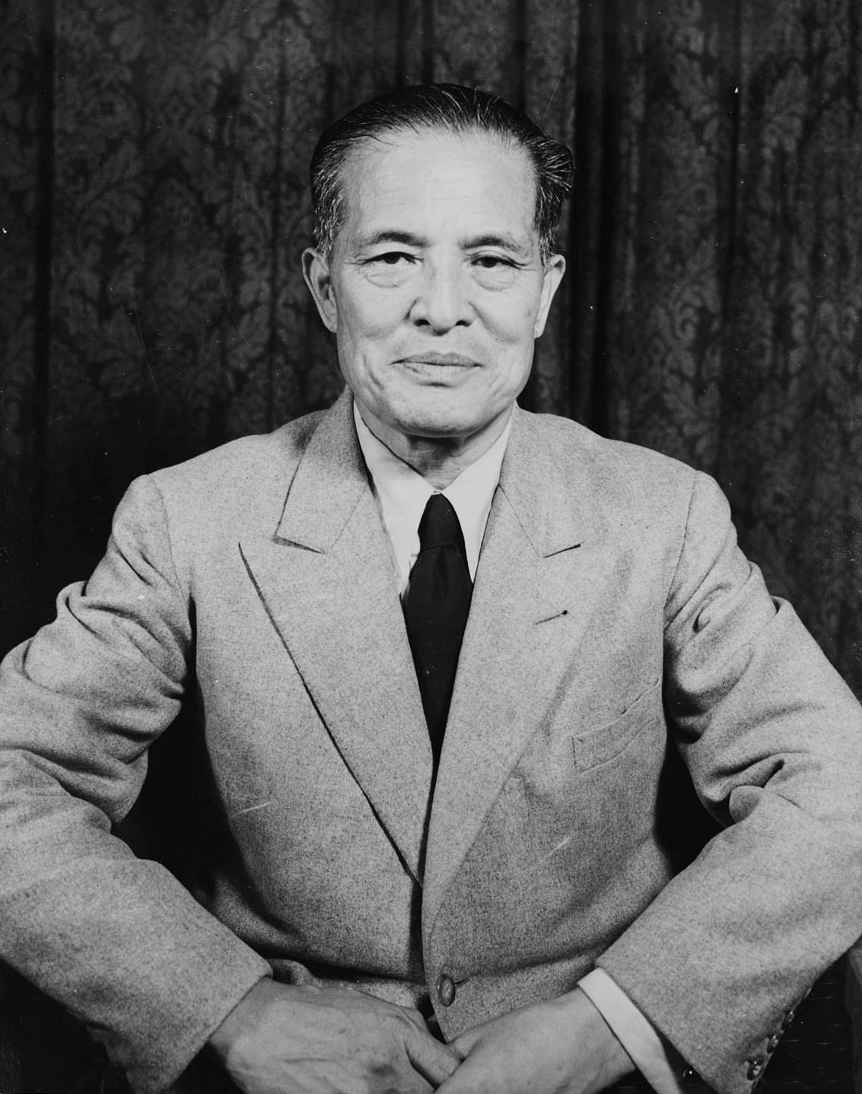
Hiroshi Oshima

Hiroshi Oshima, född 19 april 1886, död 6 juni 1975, var en japansk diplomat i Berlin under andra världskriget.
Hiroshi Oshimas diplomatiska karriär i Nazityskland inleddes 1934, då han kom till Berlin som militärattache. Oshima kom snart att bli god vän med utrikesminister Ribbentrop och denne presenterade honom för Adolf Hitler 1935. År 1938 utsågs han till ambassadör, men återvände till Japan redan året därpå. Hans goda kontakter med naziledningen medförde att Tyskland utövade påtryckningar för att få honom återinsatt som ambassadör. Så skedde också 1941. Under sin tid som diplomat i Tyskland strävade han efter att fördjupa samarbetet länderna emellan. Antikominternpakten 1936 och tremaktspakten 1940 hör till de överenskommelser han bidragit till. Oshima var en varm anhängare av den nazistiska ideologin. William L. Shirer beskev honom i boken Tredje rikets uppgång och fall som "mer nazist än nazisterna själva". 
Tack vare det förtroende han åtnjöt, fick han en unik tillgång till information om Tysklands militärstrategiska planering. Hans rapporter hem till Japan kunde dock avlyssnas av de allierade eftersom dessa hade knäckt det chiffer som användes. Därmed kom han ovetande att bli en av de allierades främsta informationskällor. Hans detaljerade rapport från ett besök vid Atlantvallen där tyskarnas positioner fanns utförligt angivna, kom på så sätt att få stor betydelse för förberedelserna för invasionen i Normandie.
Efter kriget åtalades Oshima för krigsförbrytelser. Han dömdes vid Tokyoprocessen 1948 till livstids fängelse. Han frigavs 1955.